# 酸化レニウム(VII)
酸化レニウム(VII)（さんかレニウム なな、英: rhenium(VII) oxide）は、化学式が Re2O7 と表されるレニウムの酸化物である。気相の過レニウム酸 HReO4 の酸無水物だが、固相の過レニウム酸 Re2O7•2H2O とも構造上密接に関係している。固相の Re2O7 は複数のレニウム中心をもつ特異な重合体で、各レニウム中心は四面体形構造をとる。気相の Re2O7 は分子だが、1対の頂点を共有する ReO4 四面体から成り立っている。
酸化触媒メチルトリオキソレニウム(VII)の前駆体である。